# Tambo (Piura)
Tambo es un caserío peruano ubicado en el distrito de Ayabaca, perteneciente a la provincia homónima del departamento de Piura, al norte del Perú. 

## Ubicación
Tambo se ubica al sureste de la provincia de Ayabaca, en el distrito de Ayabaca, en el departamento de Piura.

## Demografía
En 2017 Tambo tenía una población de 66 habitantes.
| Gráfica de evolución demográfica de Tambo entre 1993 y 2017 |
|                                                             |
| Fuentes: Población 1993 y 2017                              |